# Зюзюкин, Иван Иванович
Ива́н Ива́нович Зюзю́кин (21 августа 1932, Зеленодольск, Татарская АССР — 18 января 2015, Москва) — советский и российский детский писатель и журналист; лауреат премии «Золотое перо России» (2008).

## Биография
Родился в Зеленодольске. В детстве и юности жил на Дальнем Востоке. В 1955 году окончил Уральский государственный университет имени А. М. Горького.
В 1961—1975 гг. работал в «Комсомольской правде»: собкор на Дальнем Востоке, затем заведующий школьным отделом. С Симоном Соловейчиком в 1965 г. создал спецвыпуск для старшеклассников «Алый парус», фактически создав в отечественной журналистике новый язык — монолог подростка. В 1960-е гг. придумал формат социологического очерка.
Работал также под псевдонимом Иван Зеленодольский.
В Москве проживал по адресу ул. Фестивальная, 46-155.

## Избранные сочинения
Источник — электронные каталоги РНБ
- Алый парус : [Сб. для детей] / Сост.: И. И. Зюзюкин, С. Соловейчик. — М. : Мол. гвардия, 1966. — 191 с. — (статьи из газ. «Комсомольская правда») — 50000 экз.
- Зюзюкин И. И. Горят ли у детей глаза? : Диалоги о воспитании. — М., 1987.
- Зюзюкин И. И. Государство Школа : [Для ст. шк. возраста] / [Худож. В. Карасев]. — М. : Мол. гвардия, 1977. — 207 с. — (Компас) — 75000 экз.
- Зюзюкин И. И. И жизнь, и слёзы, и любовь. — М. : Дрофа-Плюс, 2007. — 510 с. — (Калейдоскоп историй)
- Зюзюкин И. И. Из-за девчонки : Повести и рассказ / [Худож. В. Карасев]. — М. : Мол. гвардия, 1982. — 271 с. (Содерж.: Повести: Из-за девчонки; Правильная; Не было печали…: Рассказ) — 100000 экз.
- Зюзюкин И. И. Когда уходит детство. — М. : Мол. гвардия, 1990. — 190 с. — (Библиотека пионерского вожатого) — ISBN 5-235-00909-6 — 87700 экз.
- Зюзюкин И. И. Люди, я расту : [Сборник]. — М. : Мол. гвардия, 1973. — 304 с. — 65000 экз.
- Зюзюкин И. И. Маэстро Тиныч, или Кино про «белых лебедей» : [Роман, повесть Для сред. и ст. возраста] / [Худож. С. Калачев]. — М. : Дет. лит., 1991. — 381 с. (Содерж.: Из-за девчонки: Шк. роман; Маэстро Тиныч, или Кино про «белых лебедей»: Повесть) — ISBN 5-08-001946-8 — 100000 экз.
- Зюзюкин И. И. Ребячьи комиссары. — М. : Мол. гвардия, 1967. — 208 с. — 70000 экз.
  - Зюзюкин И. И. Мост через речку детства. — [2-е изд., перераб. и доп.]. — М. : Мол. гвардия, 1970. — 256 с. — 85000 экз.
- Зюзюкин И. И. Скрипка Ивана Гавриловича : Роман, повести / [Худож. А. Бегак]. — М. : Сов. писатель, 1988. — 478 с. (Содерж.: Чёрная бабочка: Роман; Повести: Скрипка Ивана Гавриловича; Невиноватый Глебов; Командировка в сорок третий год; Правильная) — ISBN 5-265-00478-5 — 30000 экз.
- Зюзюкин И. И. Судьба играет человеком… — М. : АСТ Астрель, 2005. — 511 с. — (Великие знаменитые : интересные события, малоизвестные факты из жизни выдающихся личностей)
- Зюзюкин И. И. Узнаю человека. — М. : Политиздат, 1970. — 224 с. — 80000 экз.
- Я — это я : Путешествие в страну детства [Фотоальбом] / Кн. сост., главы обозначил, интервью с детьми записал Иван Зюзюкин; Худож. Елена Садовникова. — М. : Планета, 1979. — [257] с. — (Международный год ребёнка) — 17000 экз.

## Награды и признание
- премия Союза журналистов СССР (1968)
- премия им. М. Ольминского (1969)
- Заслуженный работник культуры РСФСР
- «Золотое перо России» (2008)[2] за книгу «И жизнь, и слёзы, и любовь»
- почётный знак «Честь. Достоинство. Профессионализм» Союза журналистов России